# Bosque Peralta Ramos
Bosque Peralta Ramos es un barrio residencial y una reserva forestal de la ciudad de Mar del Plata, en la provincia de Buenos Aires, Argentina.

## Ubicación
Esta reserva forestal semirubanizada posee 450 hectáreas y se ubica 11 kilómetros al sur de la ciudad. Limita con los barrios Punta Mogotes al noreste, Faro Norte al este, Alfar al sureste, San Jacinto al sur, Santa Rosa al suroeste y Jardín de Peralta Ramos al noroeste.

## Historia
Los orígenes del bosque se remontan a 1862, cuando las tierras fueron compradas por Patricio Peralta Ramos,  un comerciante y estanciero fundador de la ciudad de Mar del Plata. Muchos años después, se fraccionó un predio de 60 ha y las construcciones comenzaron a verse entre los árboles. A la forestación se le incorporó una variedad de coníferas que realzaron el atractivo de sus montes originales.

## Flora y fauna
Entre la vegetación existente se encuentran pinos parana, pinos lamberiana, eucaliptos, aromos, tamarindos, nogales, robles, araucarias, magnolias y jazmines, entre muchas otras. Entre la fauna, se encuentran unas 115 especies de aves y algunos mamíferos como liebres,ratones,cuises,comadrejas y zorrinos